# Flugplatz Rakkestad, Åstorp

i8
i11
i13
Der Flugplatz Rakkestad, Åstorp (norwegisch Rakkestad flyplass, Åstorp, ICAO-Code: ENRK) ist ein privater Flugplatz in der Kommune Rakkestad in der Fylke Østfold in Norwegen.
Der Flugplatz liegt rund vier Kilometer südlich vom Zentrum der Ortschaft Rakkestad auf dem Hof Åstorp. Der Bau des Flugplatzes geht auf den Umzug der Werkstattabteilung von Norrønafly A/S zurück, die 1969 vom Osloer Flughafen Fornebu auf ein für sie wirtschaftlich günstigeres Gelände in Rakkestad umzogen. Dazu war die Anlage einer eigenen Landebahn unerlässlich und es wurde zunächst eine 600 Meter lange Landebahn gebaut, um die Flugzeuge zu Wartungsarbeiten hereinholen zu können. Inzwischen wurde die Landebahn asphaltiert und verlängert und seit dem 28. Dezember 1998 besteht ein durch Luftfartsverket konzessionierter privater Flugplatz.
Der Flugplatz ist Basis des Flugklubbs Rakkestad und wird von privaten und Geschäftsflugzeugen aus der Umgebung sowie weiterhin von den Werkstattkunden der Norrønafly A/S benutzt, Linienverkehrsverbindungen bestehen nicht.